# Ekaterina Korbout
Ekaterina Valerievna Korbout ou Korbut (en russe : Корбут, Екатерина Валерьевна) est une joueuse d'échecs russe née le 9 février 1985 à Tachkent en Union soviétique. Championne du monde junior (féminine) en 2004, elle a remporté le championnat de Russie féminin en 2006. Elle a obtenu le titre de grand maître international féminin en 2001 et celui de maître international (mixte) en 2006.
Elle est inactive depuis 2009. Son meilleur classement Elo a été de 2 468 points obtenus en avril 2008.

## Compétitions par équipe
Ekaterina Korbout a représenté la Russie lors du championnat du monde d'échecs par équipe féminine de 2007. Elle jouait au troisième échiquier et remporta la médaille d'argent par équipe. 
Lors du championnat d'Europe par équipe féminine de 2007, elle remporta la médaille d'or par équipe et une médaille d'argent individuelle (comme échiquier de réserve).
Lors  de l'olympiade d'échecs de 2008, elle jouait au quatrième échiquier et la Russie finit quatrième.